# Peter Rock
Peter Rock (ur. 16 grudnia 1941 w Rudolstadt, zm. 20 czerwca 2021 w Jenie) – niemiecki piłkarz występujący na pozycji pomocnika. Reprezentant NRD.

## Kariera klubowa
Rock jako junior grał w zespole FC Einheit Rudolstadt. W 1960 roku został zawodnikiem Motoru Jena. W pierwszej lidze NRD zadebiutował 12 listopada 1961 w zremisowanym 2:2 meczu z SC Aktivist Brieske-Senftenberg. 13 maja 1962 w zremisowanym 2:2 pojedynku z Emporem Rostock strzelił pierwszego gola w lidze. Wraz z Motorem wywalczył mistrzostwo NRD (1963) oraz wicemistrzostwo NRD (1965). Następnie klub ten zmienił nazwę na FC Carl Zeiss Jena, a Rock grał tam do końca kariery w 1974 roku. Wraz z zespołem jeszcze dwa razy wywalczył mistrzostwa NRD (1968, 1970), pięć razy wicemistrzostwo NRD (1966, 1969, 1971, 1974, 1974), a także dwa razy Puchar NRD (1972, 1974).

## Kariera reprezentacyjna
W reprezentacji NRD Rock zadebiutował 6 grudnia 1967 w przegranym 0:1 meczu kwalifikacji Letnich Igrzysk Olimpijskich 1968 z Rumunią. 16 kwietnia 1969 w wygranym 2:1 pojedynku eliminacji Mistrzostw Świata 1970 z Walią strzelił swojego jedynego gola w kadrze. W latach 1967–1971 w drużynie narodowej rozegrał 11 spotkań.
W 1964 roku był członkiem reprezentacji, która zdobyła brązowy medal na letnich igrzyskach olimpijskich.